# Russian Alsos

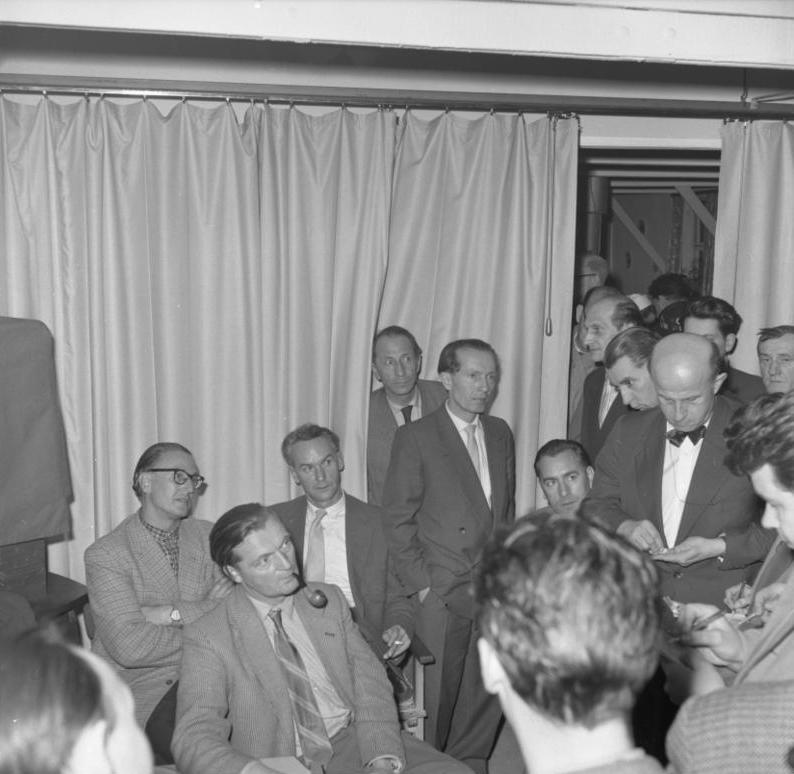
Các nhà khoa học người Đức đang được hồi hương trở về nước từ Sukhumi, tháng 2 năm 1958

Soviet Alsos hoặc Russian Alsos là tên ký hiệu của chiến dịch đặc biệt của Liên Xô tiến hành vào năm 1945-1946 trên lãnh thổ Đức, Áo, và Tiệp Khắc, nhằm khám phá các cơ sở liên quan đến chương trình hạt nhân của Đức Quốc Xã, vật liệu hạt nhân, và các nhà khoa học hạt nhân của Đức. Từ đó giúp đẩy nhanh tiến độ của chương trình hạt nhân của Liên Xô.
Các nhà khoa học hạt nhân của Liên Xô đã được giúp đỡ nhờ hoạt động gián điệp của Liên Xô trong Dự án Manhattan, cuối cùng đã có thể chế tạo quả bom nguyên tử đầu tiên của họ mà không cần phụ thuộc vào công nghệ và các nhà khoa học Đức. Tuy nhiên những đóng góp của các nhà khoa học Đức đã được ghi nhận qua rất nhiều Giải thường Liên Xô cùng với các giải thưởng khác sau khi Liên Xô thử thành công quả bom nguyên tử thứ 2 của mình. Các nhà khoa học Đức cũng giúp đỡ Liên Xô trong việc sản xuất uranium và tách đồng vị. Những đóng góp của các nhà khoa học nguyên tử Đức cùng với các tài liệu liên quan đến chương trình hạt nhân của Đức đã khiến Liên Xô tiết kiệm khoản tiền nghiên cứu đáng kể.

## Bối cảnh
Cuối và sau chiến tranh thế giới 2, cả Liên Xô và Đồng minh phương Tây đều có những chiến dịch để thu thập tin tức, tài liệu kỹ thuật của người Đức, cùng với đó là đưa các nhà khoa học Đức về nước mình qua các chiến dịch Cái kẹp giấy  của Mỹ. Đối với Liên Xô, họ triển khai các nhà khoa học theo sát các lực lượng quân sự tuyến đầu để có thể thu thập các tài liệu kỹ thuật của Đức. Trong lĩnh vực kỹ thuật hạt nhân, người Mỹ đã triển khai Chiến dịch Alsos và Liên Xô cũng có chiến dịch tình báo tương tự.

## Đội đặc nhiệm
Ngày 18/9/1944, một sắc lệnh được ký qua đó thành lập một đội đặc nhiệm nằm trong biên chế của NKVD để hỗ trợ trong việc thuyết phục các nhà khoa học Đức sang phục vụ cho Liên Xô. Trưởng nhóm là Trung tướng Avram Pavlovich Zavenyagin.
Ngày 23/3/1945, tại phòng làm việc của Stalin, Lavrentiy Beria đã đề xuất lập một đội đặc biệt gồm có các nhà khoa học để gửi đến Đức để nghiên cứu về kỹ thuật hạt nhân và các nhà khoa học của Đức. Ngay hôm sau, Beria đã chỉ đạo Igor' Vasil'evich Kurchatov, khi đó đang là giám đốc của phòng thí nghiệm số 2, lập danh sách các nhà khoa học hạt nhân Liên Xô để chuẩn bị sang Đức, Áo, và Tiệp Khắc để thu thập thông tin công nghệ hạt nhân. Ngay ngày hôm đó, Beria cũng đã ký một chỉ thị bổ nhiệm cấp phó của mình, Zavenyagin, phụ trách hoạt động xác định vị trí và đưa về Liên Xô các nhà khoa học nguyên tử Đức hoặc bất kỳ người nào khác có thể sử dụng cho dự án bom nguyên tử của Liên Xô. Theo đó, nhóm sẽ hoạt động cùng với lực lượng phản gián đặc biệt SMERSH của quân đội. Lev Andreevich Artsimovich và Yulij Borisovich Khariton là hai nhà khoa học chịu trách nhiệm cố vấn cho chương trình. Trong khi toàn bộ các nhà khoa học  còn lại thuộc viện nghiên cứu số 2 về nguyên tử của Liên Xô, được gửi sang Đức.

### Nhóm chính-hoạt động tại Đức
Trận đánh Berlin là một trong những trận đánh lớn nhất trong Chiến tranh thế giới 2 tại chiến trường châu Âu. Berlin cũng là nơi tập trung các cơ sở sản xuất, trung tâm nghiên cứu ở vùng ngoại ô, nên đây cũng là mục tiêu chính để nhóm thu thập tinh tức tình báo về chương trình hạt nhân của Đức. Việc thu thập phải diễn ra khẩn trương do quân đội Hoa Kỳ đang tiến gần tới Berlin. Các đơn vị Hồng quân Liên Xô đã phá vỡ bức tường phòng thủ Berlin vào ngày 25/4/1945, và Berlin thất thủ ngày 2/5. Nhóm thu thập tin tức tình báo chính, dẫn đầu bởi Thượng tướng Zavenyagin đã đến Berlin vào ngày 3/5; bao gồm Thượng tướng V. A. Makhnjov, và nhà khoa học hạt nhân Yulij Borisovich Khariton, Isaak Konstantinovich Kikoin, và Lev Andreevich Artsimovich. Mục tiêu ưu tiên hàng đầu của cả nhóm nghiên cứu là Kaiser-Wilhelm Institut für Physik (KWIP, Viện nghiên cứu vật lý Kaiser Wilhelm), Đại học Berlin, và Technische Hochschule Berlin.
Tuy nhiên, viện nghiên cứu vật lý Kaiser Wilhelm trước đó phần lớn đã được chuyển đến Hechingen trong giai đoạn 1943-1944, khu vực rìa Black Forest, mà bây giờ thuộc vùng kiểm soát của người Pháp. Điều này tạo vận may cho người Mỹ khi họ dễ dàng tiếp cận với một lượng lớn các nhà khoa học hạt nhân người Đức (Xem thêm Sứ mệnh Alsos và Chiến dịch Epsilon). Phân viện duy nhất vẫn còn nằm ở Berlin là phân viện nghiên cứu vật lý nhiệt độ thấp, do Ludwig Bewilogua đứng đầu.

## Các nhà khoa học Đức

### Von Ardenne, Hertz, Thiessen, và Volmer
Nhà vật lý Manfred von Ardenne, giám đốc của phòng thí nghiệm Forschungslaboratorium für Elektronenphysik, Gustav Ludwig Hertz, người từng đoạt giải Nobel Vật Lý và là giám đốc của Phòng thí nghiệm Siemens II tại Berlin-Siemensstadt, Peter Adolf Thiessen, giáo sư tại Đại học Friedrich-Wilhelms (nay là Đại học Humboldt Berlin) và giám đốc của Kaiser-Wilhelm-Institut für physikalische Chemie und Elektrochemie (KWIPC Viện Hóa Lý và Hóa Điện tử Kaiser Wilhelm), và Max Volmer, giáo sư, giám đốc Viện Hóa Lý của Đại học Kỹ thuật Berlin, đã ký một bản giao kèo, rằng nếu có người nào đó liên lạc với người Nga thì sẽ phải nói với cả nhóm còn lại. Bản giao kèo có 3 ý chính: (1) Ngăn chặn việc cướp bóc xảy ra ở các viện nghiên cứu, (2) Tiếp tục công việc nghiên cứu mà họ đang làm với điều kiện bị gián đoạn tối thiểu, và (3) Đảm bảo bảo vệ họ khỏi các khởi tố do các công việc trước đây họ từng thực hiện cho Đức Quốc Xã. Trước khi chiến tranh kết thúc, Thiessen, một thành viên của Đảng Công nhân Đức Quốc gia Xã hội chủ nghĩa, tuy nhiên cũng có liên lạc với phe Cộng sản. Ngày 27/4/1945, Thiessen tới Viện nghiên cứu của von Ardenne trên xe thiết giáp cùng với một vị tướng Hồng quân, người đồng thời cũng là một nhà hóa học hàng đầu của Liên Xô, và họ đã gửi cho Manfred von Ardenne một bức thư niêm phong (Schutzbrief).
Thượng tướng Makhnjov cùng với Artsimovich, Flerov, Kikoin, và Migulin đến viện von Ardenne vào ngày mùng 10. Sau khi kết thúc cuộc họp, tướng Makhnjov đã đề nghị Ardenne tiếp tục công việc nghiên cứu của mình tại Liên Xô, Ardenne đã chấp nhận đề nghị của vị tướng Liên Xô. Ngày 19/5, Zavenyagin thông báo với Ardenne rằng chính phủ Liên Xô đề nghị ông lên làm lãnh đạo viện nghiên cứu vật lý và tiếp tục công việc nghiên cứu của mình. Hai ngày sau, Ardenne cùng với vợ, bố dượng, và thư ký riêng Elsa Suchland, cùng với nhà sinh học Wilhelm Menke, đáp chuyến bay tới Moskva. Ngay sau đó, những thành viên còn lại trong gia đình Ardenne và các tài liệu từ phòng thí nghiệm của ông cũng được chuyển đến Liên Xô.
Von Ardenne sau khi sang Liên Xô đã lập nên viện nghiên cứu hạt nhân Institute A, đặt tại Sinop, ngoại ô Sukhumi. Trong buổi gặp đầu tiên với Lavrentij Beria, von Ardenne được yêu cầu tham gia vào phát triển bom, nhưng von Ardenne nhanh chóng nhận ra rằng việc tham gia vào dự án sẽ khiến ông sau này khó có thể trở về quê hương, vì vậy ông xin tham gia vào quy trình làm giàu uranium và được đồng ý. Các mục tiêu nghiên cứu của Institute A của Ardenne bao gồm:
(1) Phân tách đồng vị phóng xạ bằng điện từ trường, với von Ardenne làm chủ nhiệm dự án,
(2) Kỹ thuật sản xuất các tường rào xốp sử dụng để phân tạch đồng vị phóng xạ, với Peter Adolf Thiessen làm chủ nhiệm,
(3) Kỹ thuật hạt nhân trong phân tách đồng vị uranium, với Max Steenbeck là chủ nhiệm; Steenbeck là đồng nghiệp của Hertz tại Siemens. Trong khi Steenbeck phát triển lý thuyết về quá trình tách đồng vị ly tâm, Gernot Zippe, một nhà vật lý hạt nhân người Áo, từng tham gia chương trình hạt nhân của Đức đứng đầu bộ phận thử nghiệm của Steenbeck. Dù cho đã được phát triển từ cách 2 thập kỷ nhưng ngày nay công trình phát triển máy siêu ly tâm (máy ly tâm của Zippe).
Toàn bộ phòng thí nghiệm của Hertz cũng được dời sang Liên Xô. Hertz được chỉ định làm giám đốc của viện nghiên cứu G, khoảng 10 km Đông Nam Sukhumi, ngoại ô Gul'rips (Gulrip'shi).
Volmer ban đầu được chỉ định làm việc tại Viện nghiên cứu G của Hertz. Vào cuối tháng 1 năm 1946, ông được chỉ định vào làm việc tại Nauchno-Issledovatel'skij Institut-9 (NII-9, Scientific Research Institute No. 9-Viện nghiên cứu đặc biệt số 9), tại Moskva; ông được giao nhiệm vụ điều chế nước nặng.

### Giải thưởng nhà nước
Vào năm 1947, Ardenne đã được trao tặng Giải thưởng Stalin vì đã có công phát triển kính hiển vi điện tử. Năm 1953, trước khi trở về Đức, ông đã được trao giải thưởng Stalin hạng nhất vì những đóng góp cho dự án chế tạo bom nguyên tử; số tiền từ giải thưởng này, 100.000 Rúp, đã được sử dụng để mua đất cho viện tư nhân của ông ở Đông Đức.
Năm 1951, Hertz cùng với Barwich được trao giải thưởng Stalin hạng 2. Hertz vẫn còn ở lại Liên Xô đến năm 1955, ông quay trở về Đông Đức. Thiessen được trao tặng giải thưởng Stalin hạng nhất vì những công việc trong làm giàu Uranium. Ông quay về Đông Đức vào giữa thập kỷ 50. Riehl được tặng giải thưởng Stalin hạng nhất, giải thưởng Lenin, và Anh hùng lao động xã hội chủ nghĩa. Ngoài ra, ông còn có nhà nghỉ Dacha phía Tây Moscow; mặc dù Riehl không bao giờ sử dụng nhà nghỉ này. Năm 1955 Riehl trở về Đông Đức sau đó sang Tây Đức.